# Stadtmorphologie
Stadtmorphologie ist ein Forschungsgebiet der Stadtplanung, des Städtebaus und der Stadtgeographie.
Die Stadtmorphologie befasst sich mit den Siedlungs- und Stadtformen sowie mit den physischen Formungsprozessen innerhalb der Siedlungskörper. Gegenstand ist somit die Struktur der Bebauung, die Parzellenbildung als Grundlage für Bauten, die Gebäudetypologie und die Netze der Erschließung.
Ein besonderer Schwerpunkt liegt in der historischen Analyse der Entwicklung und der Transformation von Stadtstrukturen. Fragen wie „Welche Bauformen haben eine lange Lebensdauer und warum?“ oder „Wie elastisch ist das vorhandene Gefüge zur Anpassung an neue Bedürfnisse?“ und „Sind die Merkmale des vorhandenen Bautengefüges auch ein Maßstab für Neubauten?“ sind nur einige Aspekte, mit denen sich Stadtmorphologen befassen.
Der dabei aufgegriffene Begriff der „Morphologie“ (Gestaltlehre) ist ein genetischer Begriff, der auf Johann Wolfgang von Goethe zurückgeht, der ihn für die Lehre von der Genese der Formen einführte. In der Sprache bedeutet Morphologie die Formenlehre, die, vom Wort ausgehend, die Analyse der Flexionsformen und der Wortarten umfasst und auch die Wortbildung einbeziehen kann. Im Bereich der physischen Geographie behandelt die Geomorphologie Formen und formbildende Prozesse der Oberfläche von Erde und Himmelskörpern.

Radial konzentrisch angelegte Straßen in Washington, D.C.

## Weitere Erläuterung Begriff Stadtmorphologie
Die morphologische Betrachtungsweise von Siedlungen und Städten ist ein altes Tätigkeitsfeld der Stadtgeschichtsforschung und der Geographie. 1997 hat sich mit der Zeitschrift Urban Morphology ein wissenschaftliches Dialogzentrum entwickelt. Sie wird herausgegeben vom International Seminar on Urban Form (ISUF) an der Universität Washington, Seattle. Neben der jährlich zwei Mal erscheinenden Zeitschrift sind jährliche Konferenzen in verschiedenen Ländern Treffpunkte für Wissenschaftler aus vielen Ländern, die Studien vorstellen und Methode diskutieren. Das Wissenschaftsgebiet Stadtmorphologie ist in Deutschland wenig entwickelt. Starke Forschergruppen finden sich in England, USA, Frankreich und Italien.
Unter Stadtmorphologie versteht man somit die Formprinzipien, nach denen Stadtgrundrisse aufgebaut und nach denen sie entstanden sind. Wichtige Aspekte sind die Entstehungsbedingungen und die räumlichen Eigenarten. Die Gestalt der Stadt wird bestimmt durch politische, soziale, wirtschaftliche und technische Bedingungen der jeweiligen Zeit. Häufig werden dabei ältere Strukturen beibehalten und dabei überformt. Ein möglicher Zugang zum Städtebau ist eine Betrachtung der Stadt durch die Zeit.
Die Formen können regelmäßig oder unregelmäßig sein: Regelmäßige Formen deuten eher auf geplante, unregelmäßige eher auf Strukturen hin, die in kleinen Schritten oder auch ungeplant entstanden sind. Eine unregelmäßige Stadtmorphologie findet sich oft bei bewegter Topographie, weil regelmäßige Straßennetze dort oft zu unmäßigen Steigungen führen würden.
In alten Stadtgrundrissen sind häufig Informationen aus der Entstehungszeit der Stadt und aus Zeiten markanter Veränderungen enthalten. Diese sind erkennbar an Veränderungen in der Geometrie der Stadtanlage, in veränderten Führungen von Straßen und Hausfronten und in der Ausrichtung und Größe von Parzellen. In der materiellen Struktur von Stadtgrundrissen sind daher wertvolle stadthistorische Informationen enthalten, die zusätzlich zu den literarischen und bildhaften Überlieferungen Grundlage einer räumlichen, technischen und sozialen Stadtgeschichte sind.
Die aktuelle Diskussion wird stark von der englischen Denkschule beeinflusst, die sich auf eine eher kleinräumige Betrachtung von Stadtquartieren oder Kleinstädten konzentriert. Drei Theorieansätze dominieren diese Diskussion:
1. Figur und Grund
2. Gefügetheorie oder Theorie des räumlichen Zusammenhangs
3. Theorie des Ortes

Die Figur-Grund-Theorie untersucht den Zusammenhang der überbauten Flächen (Figur) mit den von Bauten freigelassenen Flächen (Grund). Die Gefügetheorie leitet sich von den Linien oder Verbindungen ab, die die einzelnen baulichen Elemente miteinander verknüpfen (Straßen, Wege, offener Raum), und von den Verbindungen, die die vorherrschenden Formen miteinander eingehen. Dazu gehören auch „Resträume“ als Vermittler zwischen nicht verbindbaren Formen. In der Stadtplanung wird dafür auch der Begriff des „Schwarzplanes“ benutzt. Neuerdings wurde von einem Architektenteam, u. a. angeregt durch diesen Artikel, mit der Methode der Schwarzpläne ein „Atlas urbener Strukturen“ mit dem Titel Die DNA der Stadt für zahlreiche deutsche Städte herausgebracht.
Die Theorie des Ortes bezieht sich u. a. auf den „bewussten Umgang mit konkreten Orten“, ihren „kulturellen Ladungen“ und ihren Entwicklungspotenzialen (E. Raith). In diesem Zusammenhang hat sich im Verlauf der 1990er Jahre in der Humangeographie eine Denkrichtung herausgebildet, die die Kulturlandschaft als „Text“ betrachtet. Hierbei wird davon ausgegangen, dass in der gebauten Umwelt eine Bedeutung eingeschrieben ist, die in einer wissenschaftlichen Analyse herausgelesen werden kann: In diesem Verständnis kann eine Stadt auch als Text gelesen werden: „Stadt als Text“.
Ein an die Stadtmorphologie angelehntes jüngeres Forschungsfeld ist die Stadtraumgeschichte, die die Entwicklung des urbanen Raumes im jeweiligen sozioökonomischen und kulturellen Kontext untersucht und dabei den Stadtraum als Hauptquelle betrachtet.

## Begriff und Phänomen der Stadt
Städte gibt es seit über 5000 Jahren (Mesopotamien, Indusregion Mohenjo-Daro). Im Mittelmeerraum entwickelte sich die Stadtbildung zunächst von Osten nach Westen (Zweistromland, Jordansenke (Jericho), Ägypten, heutiger türkischer Raum, Griechenland, Italien, Spanien) und dann vom europäischen Festland nach Norden (Frankreich, Deutschland, britische Inseln, Skandinavien). Ab etwa 1150 begann eine planmäßige Ausdehnung des Städtesystems – vorwiegend getragen von Lokatoren (Stadtgründern) und Handelsgesellschaften (Hanse) sowie durch den Deutschen Ritterorden nach Osten entlang der Ostsee und in die Bereiche des heutigen Ostdeutschlands, Polens, Tschechiens, Österreichs und Ungarns.
Die ersten Städte waren regelmäßig angelegte „Planstädte“. Auch die römischen Städte folgten einem festen Planschema. Im Mittelalter entwickelte sich ein zweiter Stadttyp: die „unregelmäßige Stadt“, deren Grundriss man oft deutlich die Entwicklungsgeschichte von einem älteren Kern zu mehreren Ringen oder Erweiterungen ansieht. Die Unregelmäßigkeit begründet sich aus der Topografie (z. B. Bergstädte in Italien), oder aus dem allmählichen Wachstum um Burgen, Flüsse und Täler, aber auch aus den häufig runden Mauerringen und der Begrenzung der Anzahl der Tore auf das notwendige Minimum. Dadurch wurden Krümmungen und Gabelungen von inneren Straßen erforderlich, die über die Tore auf die Hauptstraßen in das Umland zugeführt werden mussten.
Städte sind von Anfang an verbunden mit zivilisatorischen Merkmalen wie Sicherheit (Stadtbefestigung), Zahlungsmitteln (regionale, lokale Münzwährungen), Rechtssystem (Stadtrecht) und mit Pflichten für die Bewohner bzw. Stadtbürger: Verteidigung, Steuern, Dienstleistungen für die Allgemeinheit.
Zwischen Stadt und Land hatte sich ab dem Mittelalter eine räumliche Arbeitsteilung herausgebildet: Das umgebende Land versorgte die Stadt mit Lebensmitteln, Baumaterial und Brennstoff, im Gegenzug versorgte die Stadt das Umland mit spezialisierten Waren und Diensten.
Auch innerhalb der Städte bildeten sich arbeitsteilige Spezialisierungen der Raumnutzung heraus: Verwaltung und Handel besetzten die Stadtmitte, Handwerker konzentrierten sich in Zunftstraßen, störende Gewerbe waren am Rand oder außerhalb der Mauern lokalisiert. Dennoch bestand bis zum Beginn der Industrialisierung eine deutliche Grenze zwischen Stadt und Land durch die Stadtmauer, deren trennende Wirkung auch nach Wegfall der Zölle und dem Abbruch der Mauern zumeist noch lange erhalten blieb. Seit der Entwicklung der Massenverkehrsmittel endet die Stadt aber nicht mehr an ihren politischen Grenzen. Je nach regionaler Siedlungsstruktur erstreckt sich die soziale und ökonomische Einflusszone der Stadt weit in das Umland, auch über Nachbarstädte hinaus. Eine wichtige Aufgabe von Städten ist es daher, für die (lokale und regionale) Arbeitsteilung und deren Veränderungen eine passende räumliche Organisationsform bereitzustellen.
Städte sind komplexe Phänomene. Keine Theorie oder noch so komplexe Kombination von analytischen Methoden können die Vielfalt dessen, was sich in einer größeren Stadt abspielt, vollständig abbilden. Städte lassen sich über ihre Geschichte, Merkmale ihrer Gegenwart, die Nutzungs- und Realstruktur, über statistische Daten, Unfälle und Verbrechen, Impressionen, die Darstellung von Erlebnissen und Schicksalen oder über den Wandel bestimmter Teile der Stadt beschreiben – wie dies Nik Cohn über den Wandel des Broadway am Beispiel von Menschen getan hat. In allen Fällen handelt es sich jedoch um die Darstellung von Ausschnitten verschiedener Facetten der Wirklichkeit. Selbst wenn ein Heer von „Stadtschreibern“ alle Ereignisse festhalten wollte, würden die auffälligen ein unzulässiges Übergewicht gegenüber den unauffälligen erhalten, die öffentlichen Vorgänge eine Dominanz gegenüber den privaten bekommen. Dabei sind es häufig die kleinen alltäglichen Verhaltensweisen und Werte, die die Entwicklung der Siedlungssysteme massenhaft beeinflussen, etwa das Bedürfnis nach großzügigen Wohnungen, nach dem Wohnen im Grünen, nach individuellen Verkehrsmitteln. Trends können zwar lokal beeinflusst, kaum aber erzeugt oder zum Ende gebracht werden. Dafür geschieht Wertbildung und Orientierung viel zu überlokal, teilweise in einem weltumspannenden Prozess. Öffentliche Steuerung und Planung kann daher an herrschenden Bewegungen bestenfalls gewisse Ausprägungen beeinflussen.
Dies war auch zu früheren Zeiten der Stadtgeschichte nicht wesentlich anders. Ein Beispiel hierfür ist, dass im Mittelalter Städte in ihrer Entwicklung maßgeblich von außen bestimmt wurden – etwa durch die Verwendung nahezu identischer Stadtgrundrisse bei den ostelbischen Stadtgründungen oder durch die Verpflichtung bekannter Baumeister aus anderen Orten zum Bau von Kirchen, Rathäusern und Stadterweiterungen. Auch im Zuge der großen Stadterweiterungen des letzten Jahrhunderts wurde stets zur Lösung lokaler Probleme versucht, das Wissen der jeweiligen Zeit – und nicht nur das Wissen am Ort – in den Dienst der Aufgabe zu stellen.
Insofern sind und waren Städte einerseits immer Brennpunkte einer Zivilisation und zugleich Orte ihrer Entwicklung und Weiterentwicklung. Dieser Doppelcharakter, zugleich Motor zu sein und durch äußere Kräfte bewegt zu werden, führt zu immer neuen Anforderungen an die räumliche Organisation der Nutzungen in der Stadt und ihrem Umland.

## Die Entwicklung von Stadtgrundrissen

### Stadtmorphologische Struktur
Gegen die Dynamik des städtischen Wandels steht das Beharrungsvermögen und die große Trägheit der vorhandenen Stadtstrukturen. Die vorhandenen Strukturen setzen Veränderungen indirekt einen Widerstand entgegen, der sich etwa aus ihrem Marktwert, ihrem politischen und kulturellen Wert oder den Kosten ihrer Beseitigung ergibt. Denn es sind sehr große technische, rechtliche und finanzielle Mittel – sowie ein enormer  Zeitaufwand der Vorbereitung und Durchführung – nötig, um intakte Strukturen von Stadtgrundrissen grundlegend zu ändern. Deshalb sind die Veränderungsraten – außer in ausgesprochenen Boomzeiten und bei autoritären Verhältnissen – in der Regel im Verhältnis zur Strukturmasse klein.
Ein wesentliches Merkmal von Städten ist ihr Grundriss. Er ist so etwas wie der genetische Code der Stadt und zeigt an, nach welchem „Muster“ die elementaren Bausteine der Stadt – die Wege, Plätze, Bauten und Parzellen – angeordnet sind. Mit diesem Muster sind bereits bedeutsame Eigenschaften festgelegt: regelmäßige oder unregelmäßige Anordnungen, Form, Maßstab und Hierarchie der Straßennetze, die Dichte der Gebäudeanordnung, das gleichförmige oder ungleichförmige Vorkommen von sich wiederholenden Bauformen, die Verteilung und Form größerer Plätze und Freiflächen.
Die Stadt ist zwar nicht unmittelbar mit einem natürlichen Organismus vergleichbar, doch gibt es Ähnlichkeiten, die das Verständnis erleichtern: Lebende Organismen erneuern z. B. permanent einen Teil ihrer Zellen, aber niemals alle gleichzeitig und selten an einer Stelle konzentriert; besondere Ereignisse der Entwicklung hinterlassen häufig in der Struktur der Organismen Spuren. Die Materie hat Verfestigungen, Umwege, Narben oder Ersatzentwicklungen zur Abwehr eines bedrohlichen Ereignisses entwickelt. Ähnliche historische Veränderungspuren haben sich oft in Stadtgrundrissen über Jahrhunderte konserviert.
Auch bei Städten können wir einen permanenten „zellularen“ Erneuerungsprozess feststellen. Komplexe biologische und menschliche Systeme haben Ähnlichkeiten in der Trägheit des Systemverhaltens gegen plötzliche Veränderungen. Es besteht eine gewisse Verhaltensautonomie elementarer Teile, die das Gesamtsystem von zentralen Regelvorgaben entlastet.
Daher ist es von allgemeinem Interesse, mehr darüber zu wissen, ob es so etwas wie eine eingebaute Logik der Weiterentwicklung, der Veränderung und der Erneuerung in der Ordnung der morphologischen Struktur von Stadtgrundrissen gibt. Zwar entstehen Veränderungen aus individuellen und gesellschaftlichen Interessen heraus und nicht aus der Struktur selbst. Die Eigenart der Struktur hat darauf jedoch einen gewissen Einfluss.

### Gewachsene und geplante Städte
Vereinfachend können zwei morphologische Strukturen unterschieden werden: Solche, denen Pläne zugrunde liegen (Planstädte) und solche, die keinem geometrischen Ordnungsentwurf folgen. Während bei den geometrischen Grundformen die innere Organisation und die formale Ordnung im Zentrum stehen, reagieren die ungeometrischen morphologischen Strukturen stärker auf die Situation. Sie sind schon von Anfang an eine Synthese zwischen inneren Organisationsbedürfnissen, Klima und Topographie. Dafür haben sie Schwächen, in späteren Phasen der Ausdehnung die steigenden Raum- und Verknüpfungsansprüche an den Verkehr in der gegebenen, meist unübersichtlichen und komplizierten Straßennetzstruktur unterzubringen. Demgegenüber haben regelmäßige Netze, außer bei topographischen Hindernissen, keine Probleme bei der Erweiterung.

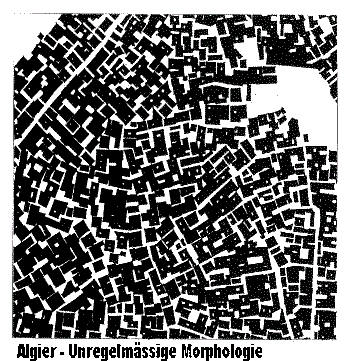
Unregelmäßige Morphologie (Algier)

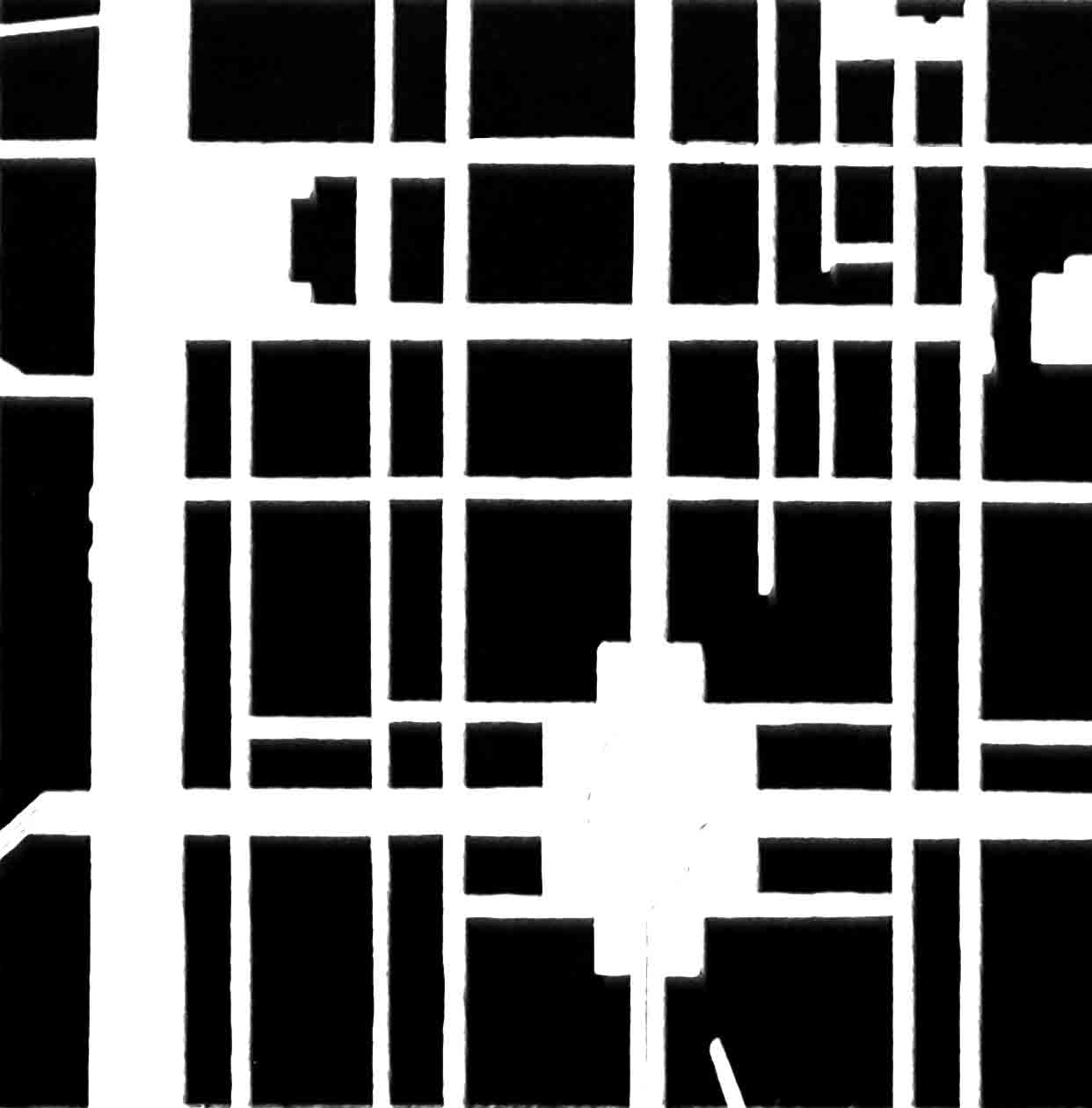
Regelmäßige Morphologie (Krefeld)

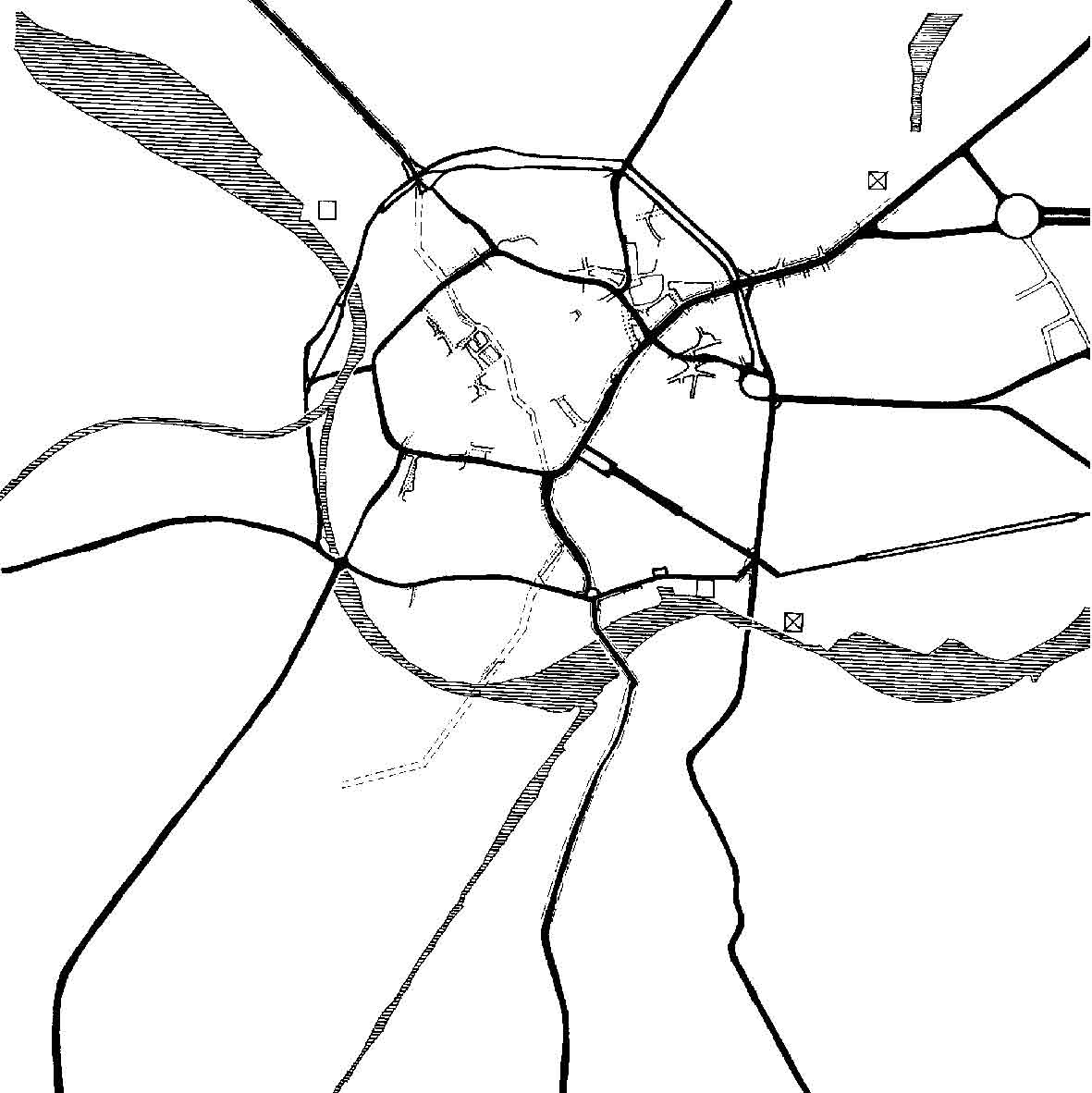
Radial-Ringstruktur (Aachen)

### Strukturformende Kräfte
Eine Abstraktion von spezifischen kulturellen, topographischen und klimatischen Einflussgrößen lässt allgemeine Größen, die hinter der Formgebung von Stadtstrukturen stehen, erkennen:
- Die erste und wichtigste strukturformende Kraft, die unabhängig vom Einzelfall nahezu überall wirkt, ist die Minimierung des Wegeaufwandes. Darunter ist sowohl der physische und psychische als auch der zeitliche Aufwand zur Raumüberwindung zu verstehen. Aus solchen kollektiven Bedürfnissen heraus entstehen abkürzende Diagonalen. Der kürzeste Weg ist jedoch nicht immer der schnellste; deshalb können längere Wege als Umgehungen von Hindernissen zeitlich kürzer oder bequemer sein. Bei bewegter Topographie sind längere Wege mit angenehmen Steigungen kräftesparend. Zeit- und Krafteinsparung schonen Ressourcen, die für andere Lebensinhalte als die Raumüberwindung einsetzbar sind. Direkte Folge davon sind die Konzentration von Nutzungen an Orten und Linien mit hoher Erreichbarkeit aus der Stadt und dem Umland oder die zunehmende Verdichtung der Bebauung in zentralen Bereichen einer Stadt. Hohe Bodenwerte zentraler Stadtlagen haben mit der Erreichbarkeit und diese wiederum mit Minimierung von Kraft- und Wegeaufwand zu tun. Gleiches gilt für die Bildung von Nutzungsagglomerationen um Standorte mit günstiger Erreichbarkeit, wie z. B. Handelszentren an Autobahnknoten an der Peripherie. Diese strukturformende Kraft wirkt unabhängig von den Mitteln der räumlichen Fortbewegung, erzeugt aber andere, den jeweiligen Mitteln entsprechende räumliche Muster. Da die Mittel der Fortbewegung sich überlagern und mischen, hängt es von der Dominanz und vom Beharrungsvermögen der vorhandenen Strukturen ab, an welchem Verkehrsmittel sich diese letztlich orientieren. Zwangsläufig ergeben sich Kompromisse, die den verschiedenen Mitteln gerecht werden. Es kann aber auch zur Rückbesinnung auf frühere Organisationsmuster kommen, wenn z. B. Stadtkerne wieder stärker auf den Fußgänger bezogen umgestaltet werden.

- Eine zweite strukturformende Kraft sind die Anforderungen wichtiger Produktionskräfte an den Raum. Da die Stadt als künstliches Gebilde von der arbeitsteiligen Produktion und Verteilung lebt, hatten und haben deren Funktionsbedingungen immer einen Einfluss auf das Standortgefüge und auf die Form der Stadt.

- Als dritte Kraft kann das Bedürfnis nach Abwechslung und Unterscheidung genannt werden. Hierzu gehören auch Fragen der Orientierung, des symbolischen Ausdrucks gesellschaftlicher Differenzierung. Daraus entstehen Variationen von Freiräumen, Straßen, Bauten und morphologischen Strukturen.

- Als vierte Kraft gilt das Bedürfnis nach Ordnung. Ordnung hat eine wichtige Funktion in der individuellen und kollektiven Organisation der äußeren Lebensbedingungen. Sie entlastet den Wahrnehmungsapparat, erleichtert Suchvorgänge, gibt divergierenden Raumansprüchen einen Rahmen. Da das Aufrechterhalten von Ordnungen ebenfalls Zeit und Kraft kostet, hat die Ordnung der Struktur nicht immer die gleiche Bedeutung. Bei der Untersuchung von Stadtgrundrissen über lange Zeiträume fällt auf, dass auf Phasen starker Eingriffe und Lenkung häufig Perioden mit geringeren Regelungen folgen.

- Als fünfte Kraft wirkt die Sozialgebundenheit des Menschen auf die Struktur. Dies führt zu bestimmten räumlichen Organisationsmustern wie Stadtteilen und Quartieren. Daraus entsteht aber auch die Bedeutung der Stadtgeschichte für die Bewertung der Struktur: Menschen können nicht nur in der Gegenwart leben. Vergangenheit und Zukunft sind Lebensdimensionen, die das Individuum und die existierende Gesellschaft in eine Periode der Menschheitsgeschichte einbinden, deren örtliche Ausprägung erst Chancen der Identifikation und Bindung eröffnet.

- Die sechste Kraft ist die Trägheit der physischen Struktur und der räumlichen Form ihrer Organisation. Besonders auffällig ist bei einem Langzeitvergleich von Stadtstrukturen, dass sich die in den Frühphasen der Entwicklung festgelegten Prinzipien der Erschließung kaum noch verändern. Vorhandene Strukturen setzen der Veränderung physikalischen und rechtlich-ökonomischen Widerstand entgegen. Die Stadtplanung und Stadtpolitik muss daher erhebliche politische, finanzielle, personelle und zeitliche Kraft aufwenden, wenn sie Strukturen gegen deren innere Logik von außen verändern möchte. Dies gelingt zumeist nur in einigen Teilbereichen.

- Es können darüber hinaus noch andere Kräfte, wie z. B. ökonomische Aspekte, Konkurrenz zu anderen Städten, Bedürfnis nach Selbstverwirklichung, nach Bindung, technische Funktionserfordernisse, lokales und nationales Planungs- und Bodenrecht genannt werden.

Weil die physische Struktur langlebig und träge ist, bildet sie in Ländern mit einer langen Stadtkultur einen stabilen Rahmen für das Leben der Menschen in den Städten. Die lebende Generation muss sich daher weitgehend mit dem arrangieren, was ihr die vorhergehenden Generationen hinterlassen haben. Die Anpassung an neue Bedürfnisse ist bei größeren Städten nur in kleinen Schritten und nur begrenzt möglich. Die bauliche Vergangenheit ist so integrierter Bestandteil der Gegenwart. Sie ist auch ein Maßstab für die Kontrolle des Neuen.
Herausragend und langfristig wirksam ist die kulturelle Bedeutung der historischen Kerne und die außerordentliche Empfindlichkeit dieser Bereiche gegen größere Eingriffe. Mit der Zeit bildet sich offensichtlich ein labiles und sensibles Gleichgewicht zwischen Strukturen und Inhalten, aber auch zwischen Funktion und Gestalt heraus.
Planerisch ist es daher wesentlich, neben Bereichen der Veränderung Pole der Stabilität zu sichern, weil sie mit der Wiedererkennbarkeit, mit dem Bild der Stadt und mit ihrer Verbindung zwischen Vergangenheit und Zukunft und daher mit den Identifikationsmöglichkeiten ihrer Bewohner zu tun haben. Schließlich ist im „Zeitraffer“ zu erkennen, dass sich innerhalb des scheinbar festgefügten Rahmens aus Netzen und Baustrukturen ein permanenter kleinteiliger Wandel vollzieht, die stabil wirkende Struktur sich mithin in einer permanenten Bewegung der Mikroanpassung an neue Anforderungen befindet und damit eine Erneuerung von Systemelementen erzeugt, ohne die das Gesamtgefüge nicht überlebensfähig wäre.
In bestimmten Abständen wird die Struktur jedoch um größere Ergänzungen und Innovationen ergänzt. Teils liegt dies auch an einem Bedürfnis der Generationen, zumindest an einigen Punkten der Stadt dem Zeitgeist und ihren eigenen urbanen Konzepten baulich-räumlichen Ausdruck zu verleihen. Zusammen mit dem Beharrungsvermögen der Stadtstruktur, die einen beruhigenden und disziplinierenden Einfluss ausübt, können in der Kontinuität der grundlegenden Ordnungsstruktur die notwendigen Experimente und Proben jeder Generation Raum und Form finden, solange die in den Strukturen eingebaute Logik beachtet wird. In der Geschichte der Struktur steckt die Logik von meist jahrhundertelanger Erfahrung vor Ort, deren leichtfertige Aufgabe erhebliche negative Folgen für das Gesamtsystem zeitigen kann.

### Organisation der Stadtstruktur
Stadtmorphologische Strukturen bestehen aus Netzen und baulichen Elementen. Elemente sind Einzelgebäude, Parzellen und Baublöcke. Die vorhandenen Netze müssen auf die Ausweitung der Städte, auf Änderungen der Kapazitätsanforderungen an die Querschnitte und auf neue Verkehrssysteme reagieren. Da die einmal vorhandene Netzstruktur größerer Raumaggregate kaum zu ändern ist, kommen häufig nur Ergänzungen, Komplettierungen oder Korrekturen in Frage. Es setzen sich dabei einerseits zeitbedingte Auffassungen durch – wie jede Stadtkarte erkennen lässt. Andererseits wirkt immer wieder die Zeit und Bequemlichkeit der Raumverknüpfung als dauerhafte, zeitunabhängige Komponente in die Netzentwicklung hinein.
Das Studium der Langzeitentwicklung größerer städtischer Netze gibt daher über die aktuellen Aufgaben einer Zeit hinausweisende strukturelle Informationen über die Logik von Netzen. Dabei zeigt sich, dass Netze mit zunehmender Größe eines Territoriums hierarchische Strukturen entwickeln. Es entsteht ein System von Haupt- und Nebenlinien, die unterschiedliche Bedeutung für die Versorgung von Gebieten haben. Dies gilt für fast alle Infrastrukturnetze (Strom, Wasser, Abwasser, Straßen, Bahnen).
Schlüsselelemente solcher Hierarchien sind Massentransportlinien wie Hauptstraßen, Radialen, Ringe und Tangenten. Es zeigt sich, dass sich mit Ausnahme von Städten mit räumlichen Einschränkungen in der Ausbreitung die Ring-Radial-Entwicklung als grundlegendes Entwicklungsmuster durchsetzt, weil es den zu besiedelnden Raum und die weitere Peripherie am günstigsten an den Kern anschließt.

## Faktoren der Makroentwicklung

### Radial-Entwicklung
Die Radialen sind die eigentlichen Lebensadern der Stadt. Sie verbinden den Kern mit dem Rand und beide Bereiche mit dem Umland. Soweit Austauschprozesse über Straßen abgewickelt werden, sind daher die von außen hereinführenden Radialen strukturell bevorzugte Standorte. Radialen sind aufgrund dieser Bedeutung breit ausgebaute Straßen, sie haben eine gute, oft die beste öffentliche Verkehrsbedienung. Durch ihre lineare Form bieten sie zahlreiche Standorte und mit zunehmender Entfernung vom Kern auch ein unterschiedliches Niveau von Bodenwerten. Strukturell ähneln sie dem linearen Zentrum oder der Bandstadt, die sehr unterschiedliche Nutzungen an einer Achse (Architektur) versammeln. Es ist zeitökonomisch einfacher, eine Nutzung an einem linearen Band zu suchen und zu finden als im Geflecht der undeutlich ausgeprägten Stadtteile.
An den Radialen wirken sich die unterschiedlichen Siedlungsformen und Baudichten aus; ebenso werden die Grenzen bebauter Gebiete (Teile des urban fringe) und noch isoliert liegender Vorortkerne und Splittersiedlungen von ihnen angeschnitten. In der Stadtmitte durchschneiden sie Gebiete mit hoher vertikaler und horizontaler Nutzungsdichte, an der Peripherie berühren sie locker bebaute Vororte und Dörfer.
Diese ästhetisch oft als störend empfundene Heterogenität ist zugleich ein wichtiger Entwicklungsfaktor:
Untergenutzten Zwischenräumen stehen Ordnungsbereiche und Freiflächen gegenüber. Sie sind Reserven für neue Nutzungen, die den Radialen neue Entwicklungsimpulse vermitteln. Die Radialen sind daher besonders wichtige Grundelemente der Siedlungsstruktur.

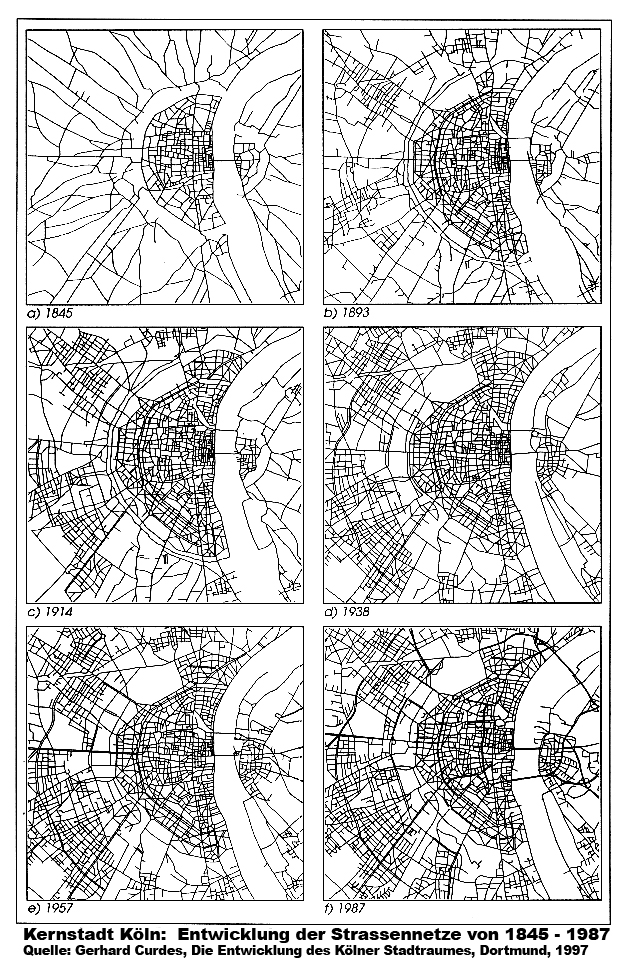
Köln Kernstadt Entwicklung der Straßennetze

### Ring-Entwicklung
Wenn die besiedelten Flächen eine bestimmte Ausdehnung überschritten haben, entstehen folglich Verbindungsdefizite der peripheren Teile untereinander. In orthogonalen Netzen entwickeln sich nun die Diagonalen, in radialkonzentrischen Netzen die Ringe. Die Ringe verbinden die Radialen untereinander und entlasten den Stadtkern von Verkehr. Die Ausbildung eines gut geführten Systems von Ringen ist ein Indikator für den Reifegrad einer Raumstruktur.

### Ring-Radial-Entwicklung
Alle Beobachtungen über viele Jahrhunderte Stadtentwicklung zeigen, dass sich die Besiedlung zunächst entlang schon vorhandener Erschließungswege nach außen entwickelt. Danach füllen sich die verfügbaren Flächen zwischen den Radialen auf, bis die Nachfrage einer Periode hinreichend gesättigt ist. Mit der Zeit werden die jeweils nächstliegenden Flächen sowohl an den Radialen, als auch in den Zwischenräumen besiedelt, bis die Entwicklung schließlich an physische oder rechtliche Grenzen stößt. Am Ende setzen der Ausdehnung nur jene Flächen Grenzen, die nicht auf den Grundstücksmarkt kommen, die rechtlichen Schranken oder technischen Einschränkungen unterliegen (schlechter Baugrund, Stadtmauern, Stadtgrenze). In orthogonalen Erschließungsstrukturen treten diese Zwischenzonen undeutlich auf, da vom geometrischen Grundprinzip her keine Restflächen entstehen. Wird in der Peripherie die Geometrie aufgegeben, bilden sich dort aber ähnliche Muster heraus.

### Urban Fringe
Unter dem Begriff „Urban fringe“ (deutsch etwa „städtischer Rand“) wird eine dünner besiedelte, mit der Stadt jedoch in der Regel baulich verbundene, mitunter ländliche Umland- oder Vorortzone verstanden, die in die städtische Entwicklung zunächst nicht umfassend integriert ist, da sich diese Entwicklung zuerst auf die großen Achsen konzentriert und von Bebauung freie oder mindergenutzte Restflächen an der Peripherie der bisherigen Besiedlung oder in schlecht erschlossenen Zwischenräumen verbleiben. Diese Flächen haben die Funktion einer stillen Entwicklungsreserve. Nach Überwindung der bisherigen Grenzen bekommen sie nämlich, in Verbindung mit den neu hinzukommenden Flächen außerhalb der Barrieren, eine besondere entwicklungsstrategische Bedeutung.
Die Stadtrandzonen (englisch „fringe belts“) scheinen eine Korrektiv- und Entwicklungsfunktion zugleich zu haben. Ihre Eigenart ist, dass sie als Peripherie lange außerhalb der Beachtung liegen und wenig in die Gestaltungs- und Netzkonzeptionen des urbanen Gefüges eingebunden sind. Auf den zwischen den Radialen frei gebliebenen Binnenräumen finden sich häufig landwirtschaftliche Nutzungen, Kleingärten, Nutzungen geringer Intensität (z. B. Lagerfunktionen) in einer oft zufälligen „Gemengelage“. Wenn die Nutzungen an den Radialen weit genug nach außen vorgedrungen sind, erhalten diese siedlungsstrukturellen „Hinterbereiche“ wegen ihrer gestiegenen relativen Nähe zum Kern eine neue Bedeutung. Sie liegen zwar abseits der Haupterschließungsstraßen, inzwischen aber näher am Kern als die Peripherie. Hier entstehen nun neue Wohn- oder Gewerbegebiete. Sie sind aber auch wichtige Standorte für Infrastruktureinrichtungen, die durch die Stadtausdehnung ergänzend notwendig geworden sind.
Infrastrukturstandorte, die zwischen dem inneren, älteren Wachstumsring und den sich neu entwickelnden äußeren Stadtteil- oder Vorortringen liegen, befinden sich in einer günstigen Zwischenlage im Einzugsbereich innerer und äußerer Stadtbereiche. Auch wenn sie oft nicht direkt an den Radialen liegen und daher etwas schwieriger erreichbar sind, finden sie dort große und preisgünstige Flächen in relativ ruhigen Lagen. Untersucht man die Standorte größerer Infrastruktureinrichtungen wie Bahnanlagen, Schulen, Universitäten, Parks, Friedhöfe und Sportanlagen, so befinden sie sich häufig in solchen Zwischenbereichen. Sie entstehen dort nicht aufgrund von Modellen einer optimalen Standortverteilung, sondern mangels anderer Alternativen an stadtstrukturell sinnvollen Standorten.
Strukturell besonders interessant sind Beispiele, in denen schon weiter außen Besiedlungen fortgeschritten waren und erst später die Auffüllung solcher Zwischenräume möglich war. Prominente Beispiele dafür sind die Ringstraßen in Köln und Wien.

### Stabilität und Wandel von Standortsystemen
Komplexere räumliche Netze in dicht besiedelten Stadtbereichen sind sehr stabil. Durch die hohe Stabilität der Netze können Veränderungen nur in kleinen Schritten über lange Zeit oder nur an „weichen Stellen“ durchgeführt werden. Weiche Stellen sind Hinterbereiche, gering besiedelte Zonen, Zonen geringer Bodenwerte und Zonen mit ungeordneten und geringwertigen Nutzungen. Neue Netzkapazitäten, neue Verkehrsmittel und die Veränderung der städtischen Netz- oder Bebauungsstruktur finden daher ihre Grenze in den monetären, politischen und zeitlichen Kosten ihrer Realisierung. Es zeigt sich in einer Langzeitbetrachtung, dass größere Eingriffe zumeist nur bei Engpässen, die das Gesamtsystem bedrohen, nach Katastrophen und in besonderen Umbruchzeiten durchgeführt werden.
Die hohe Trägheit gegenüber Veränderungen gilt auch für die durch die Netzgeometrien bevorzugten Standorte hoher lokaler oder regionaler Erreichbarkeit. Radialkonzentrische Netze legen mit der Bevorzugung eines geometrisch bedingten Mittenbereichs die Standorte für die Innenstadt und für Stadtteilzentren fest. In orthogonalen Systemen sind Verschiebungen der Kernbereiche sehr viel einfacher. Diese Situation ändert sich allerdings bei der Einführung neuer Netzelemente (wie z. B. Tangenten, Ringe), wenn sie durch bessere örtliche oder überörtliche Verknüpfungen neue Erreichbarkeiten und neue Knotenbereiche schaffen. Dadurch kann das vorhandene Standortsystem partiell oder auch grundlegend beeinflusst werden. Folgerichtig siedeln sich an nun besser erreichbaren Knoten Nutzungen an, die oft nur auf räumliche Marktsegmente der Nachfrager zielen (z. B. Verbrauchermärkte), oder Nutzungen, die einen hohen Zwangskontakt erfordern (z. B. Großhandel, Baumärkte, Spezialhandel), und schließlich Firmen, deren Nähe zu leistungsfähigen, aus der Region hinausführenden Straßen wichtig ist (Speditionen, Ersatzteillager).

## Faktoren der Mikroentwicklung

### Parzelle und Gebäude

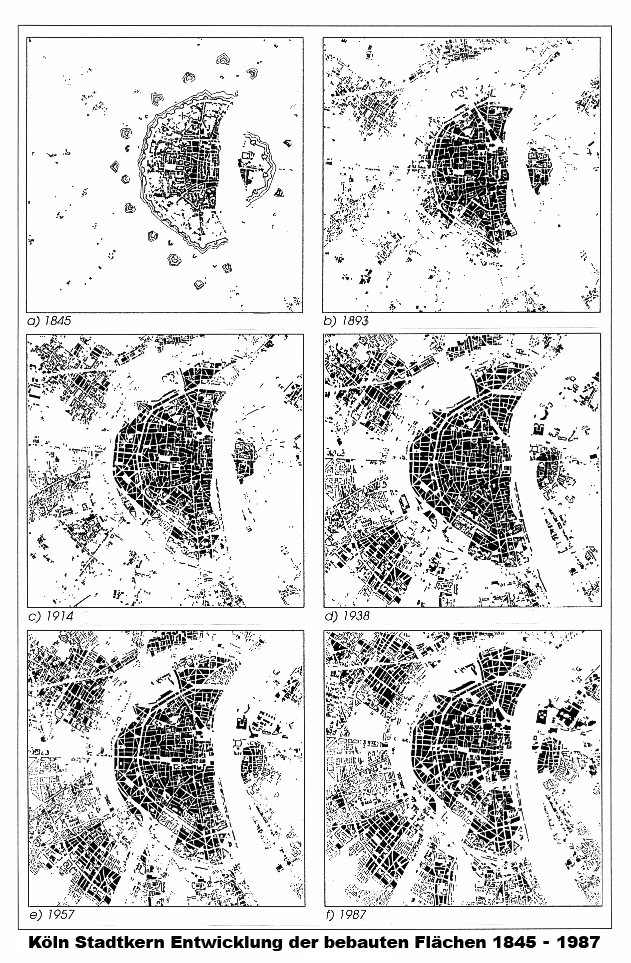
Köln Stadtkern Entwicklung der Bauflächen von 1845 bis 1987

Die Makrologik der Struktur wird durch eine ‚Mikrologik‘ ergänzt. Beide Wirkungsebenen haben eine ausgeprägte Teilautonomie und beide sind formneutral. Das heißt, dass nicht die zufällige Form ihre Wirkungsweise bestimmt, sondern ein strukturelles Prinzip, welches Form lediglich nutzt und sich über unzweckmäßige Formen auch hinwegsetzt.
Die kleinste Einheit der Stadt ist die Parzelle. Parzellen sind Teile des städtischen Baubodens, über die ein Eigentümer mit einer relativen Autonomie verfügen kann. Einschränkungen werden durch den rechtlichen und nachbarschaftlichen Rahmen gegeben. Innerhalb dieses Rahmens aber, den Eigentümer oft auch zu dehnen wissen, finden dynamische Veränderungen im Mikromaßstab statt, wie der Wechsel von Nutzern und Nutzungen, Veränderungen des Inneren und Äußeren der Bauten. (Das Beispiel Krefeld – im Bild rechts unten – zeigt, wie in einer Stadt, die geschlossene Straßenfronten hatte, in der Nachkriegszeit freistehende Bauten den ursprünglichen Zusammenhang ignorierten und damit das Gefüge empfindlich stören).
Bei Parzellen können wir beobachten, dass sie in Phasen städtischen Wachstums und steigender Bodenwerte in der Tendenz dichter bebaut werden. Es findet also eine zunehmende Ausnutzung statt. Diese hängt auch mit der Lage in der Stadt zusammen. Mit zunehmender Nähe zum Kern werden Parzellen häufig dichter und höher bebaut. Es gibt Ausnahmen bei öffentlichen Bauten und bei Umbau des Stadtkernes für großflächige Nutzungen (Büros, Warenhäuser). Der Verdichtungsvorgang kann damit erklärt werden, dass offenbar vorher noch für erforderlich gehaltene Freiflächen, Abstände usw. schließlich soweit reduziert werden, bis ein gewisses Minimum an für das Leben erforderlichen Bedingungen erreicht ist. Dieses Minimum finden wir in arabischen Stadtgrundrissen ebenso wie in denen des späten Mittelalters oder des 19. Jahrhunderts. Da sich die Anforderungen an die Größe von Parzellen und Gebäuden mit der Zeit ändern können, insbesondere wenn die Nutzungsart wechselt, oder wenn ein zuvor am Rand liegendes Areal durch das Stadtwachstum später in eine zentralere Lage gerät, ist neben der geometrischen Form und dem Zuschnitt die Größe der Parzellen und die Größe und Form der Gebäude von entscheidender Bedeutung für die Nutzbarkeit in einem sich ändernden Kontext.
Dieter Hoffmann-Axthelm schrieb hierzu in der Bauwelt: „Die Parzellenstadt ist ein Netz, das die Inhalte der Stadt trägt und in Beziehung setzt. Die einzelne Parzelle ist dabei die kleinste städtebauliche Einheit, die Häuser, Gebäudeformen, Höfe usw. sind konkrete architektonische Inneneinrichtung. Die Grundeinheiten können größer oder kleiner, sogar sehr groß und sehr klein sein. Entscheidend ist, wie in der Biologie, dass es diese Behälter überhaupt gibt, mit ihren Grenzen zwischen innen und außen, ihren Durchlässen und Innen-Außenwirkungen. Von der Ausdehnung und Differenziertheit des Netzes hängt die Belastbarkeit einer Stadt ab. Die moderne Stadtplanung glaubte, es reiche aus, ringsum belüftete und belichtete Gebäude in die Gegend zu stellen. Sie sah die Parzellenteilung als einen alten Zopf an, den es abzuschneiden galt, ohne sich klarzumachen, welche Leistungen das System erbrachte …“ Nach Hoffmann-Axthelm ist die Parzelle ein Verteilungsraster von unterschiedlichen Eigentümern, welches den Zugriff großer Konzerne und Bauträger auf die Stadt und die daraus folgende Monotonie vermeidet, ein Element, auf dem Funktionsmischung stattfinden kann, ein Kontrollinstrument der Stadtökologie, soziale Grundeinheit, Träger typologischer Überlieferung, aber auch eine historische Speichereinheit und schließlich eine Wahrnehmungseinheit. Denn „die Wahrnehmung braucht, um beschäftigt zu sein, wirkliche Trennungen, die Neueinstellungen und Überraschungen einbegreifen.“
Parzelle und Gebäude sind also kleinste Einheiten mit einer Teilautonomie der Verfügung und – in gewissen Grenzen – der Veränderung durch Eigentümer und Nutzer. Durch diese permanente Anpassung auf der untersten Ebene erneuert sich das System Stadt in kleinen Schritten, ohne dass dafür zentrale Planungsvorgänge oder Entscheidungen notwendig wären. Es werden damit aber nicht nur nachführend Korrekturen durchgeführt, Parzellen funktionieren auch als Sensoren eines Frühwarnsystems: Auswirkungen von Änderungen der Zugänglichkeit (Verkehrsführung) oder der Bodenwerte und Mieten werden zuerst auf der Mikroebene spürbar. Von hier werden Signale an die Entscheidungsgremien gesandt, die wiederum zu Korrekturen oder zur Feinanpassung von Entscheidungen führen. Auf diese Weise steht das Gesamtsystem Stadtstruktur in einer dauernden Wechselwirkung zwischen grundlegenden Systementscheidungen und deren Rückkopplung und Korrektur.

### Teilautonomie urbaner Maßstabsebenen
Muratori hat eine Dialektik von vier stadtmorphologischen Ebenen herausgearbeitet, die zwar eine relative Autonomie aufweisen, aber hierarchisch zueinander in Bezug stehen: Diese sind das Gebäude, das Quartier, die Stadt und die Region, die gemeinsam das Gewebe der städtischen Morphologie bilden. Muratori führt hierzu aus:

„Das Stadtgefüge hat eine große Trägheit. Wandel setzt sich auf den kleinen Maßstabsebenen leichter durch als bei den großen. Wandel vollzieht sich in der Regel kleinräumig, im Rahmen der jeweils gegebenen Spielräume in den Gebäuden, auf dem Grundstück. Sie werden als ‚Kapillarveränderungen‘, als punktuelle Eingriffe bezeichnet, die die Flexibilität der bestehenden Strukturen ausnützen. Dabei geben die vorhandenen modularen Systeme den Spielraum vor. Dies sind die Parzellenformen und die Hausformen. Veränderungen können durch Aufstockung, Überbauung unbebauter Parzellenteile oder durch Zusammenlegung von Parzellen erfolgen. In allen Fällen finden die Eingriffe im Rahmen des vorbestimmten modularen Systems statt und üben auf diese Merkmale eine bewahrende Wirkung aus. Dieser Wandel geht nicht kontinuierlich, sondern diskontinuierlich an verschiedenen Stellen vor sich. Die Trägheit des Stadtgefüges übt daher einen Anpassungszwang der Veränderungsschritte bei der Aktualisierung der Bausubstanz aus. Die Veränderung der Gebäude darf einen gewissen Spielraum, den die morphologischen Merkmale des Gefüges definieren, nicht überschreiten. Diesen kleinräumigen Wandlungen stehen in bestimmten Phasen komplementär Wandlungen im größeren Gefüge gegenüber, die nicht durch einzelne Entscheider, sondern durch hoheitliche Planungen herbeigeführt werden. Diese Art von Wandlung wirkt in langen Zeiträumen. Beide Prozesse sind nicht als voneinander unabhängig anzusehen. Im Gegenteil, der Formationsprozess der Siedlungsstrukturen ist ein Alternierungsvorgang, in dem individuelle Praxis und kollektive Eingriffe Komplementärbezüge eingehen.“

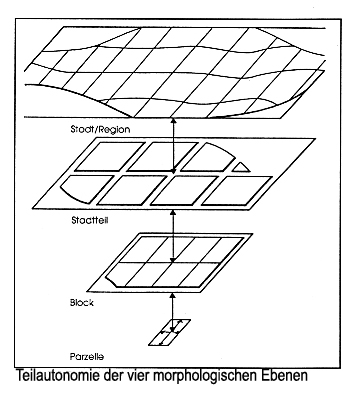
Morphologische Ebenen

Es bestehen daher Konstellationen, die während Jahrhunderten unverändert bleiben, ohne dabei die Erneuerung anderer Elemente auf anderen Maßstabsebenen zu paralysieren, andererseits vollziehen sich stetig punktuelle Modifikationen, ohne dass dabei sämtliche Strukturen ständig umgekrempelt würden. Mit dem Begriff des typologischen Prozesses kann gezeigt werden, dass nicht nur die Aggregation der verschiedenen Siedlungskomponenten im Raum aufgrund einer rational analysierbaren Ordnung abläuft, sondern dass sich auch der Strukturwandel in der Zeit und die Integration neuer Elemente in den bereits bestehenden Kontext gemäß einer bestimmten Logik und in einer Kontinuität von Bezügen vollziehen. Der prozesshafte Charakter der Evolution der Typen ergibt sich aus der Verbindung von drei zwingenden Faktoren:
- Die Tatsache der Verschachtelung der verschiedenen Maßstabsebenen beeinflusst die verschiedenen Merkmale und die Variation der verschiedenen Objekte.
- Die bei jeder Maßstabsebene unterschiedliche Flexibilität gegenüber dem Wandel widersetzt sich bei der kleinsten Veränderung einer homogenen Angleichung des Systemganzen.
- Die Tatsache, dass die Siedlungsstrukturen das Produkt einer Vielzahl handelnder Individuen sind, begrenzt die Möglichkeiten, nach denen sich der Wandel vollziehen könnte.

Der Ansatz geht deutlich von der hohen kulturellen Bedeutung und Homogenität der alten italienischen Städte aus und leitet daraus im Sinne von Analyse- und Entwurfsanleitungen ab:
- Die vier Maßstabsebenen (Gebäude, Quartier, Stadt, Region) der Stadt sowie des Bauens und Planens, die je eine eigene Autonomie haben und dennoch miteinander verbunden sind.
- Interdependenzbeziehungen zwischen diesen Ebenen, die Dialektik zwischen den Teilen und dem Ganzen: Die Gruppierung der Häuser untereinander erfordert von diesen bestimmte kombinatorische Möglichkeiten. Gebäude werden zu Teilen des Quartiers und der Straße, Quartiere zu Teilen der Stadtstruktur, deren rückwirkenden Einflüssen sie ausgesetzt sind. Desgleichen ist durch die Verzahnung der Maßstabsebenen (Haus, Parzelle, Quartier, Stadt, Territorium) jeder Organismus gleichzeitig Ausgangspunkt und Abschluss eines Formationsprozesses. Jeder Organismus enthält Elemente unterer Ebenen und ist selbst in einen Organismus höherer Ebenen eingefügt.[9]
- Die typologische Analyse. Wesentlich ist, dass sich in den einzelnen Perioden des Städtebaus über einen Ausfilterungsprozess besonders geeignete Formen für bestimmte Bauaufgaben herausbilden, die sich mit leichten Variationen wiederholen. Diese Typen sind so etwas wie das Kondensat einer bestimmten Periode.

## Kontinuität und Wandel im Stadtgrundriss

### Tradition als mentales Gegengewicht
Zeiten mit schnellem Wandel können eine mentale Überforderung der Gesellschaft darstellen. In solchen Zeiten kann die Fortdauer baulicher und sozialer Traditionen geradezu eine Sicherheitsplattform vor dem Risiko noch ungefestigter neuer Formen sein. Die verunsicherten Teile der Gesellschaft suchen dann Halt in vertrauten – oft auch überholten – Formen. Überspitzt könnte man sagen, je schneller der Wandel der Arbeits- und Lebensweisen, umso wichtiger scheint die Trägheit der alten Routinen und Formen als mentales Gegengewicht wenigstens auf einigen Gebieten zu sein. Dies war z. B. die Methode des 19. Jahrhunderts, den neuen Funktionen ein vertrautes Dekor vorzublenden. Lange wurde gerade dies kritisiert. Obwohl dieser Weg seine Probleme hat, ist aus heutiger Sicht anzuerkennen, dass es den damaligen Architekten um die ästhetische Integration neuer Funktionen in ein vorhandenes Formenrepertoire der bestehenden Stadt ging. Ihre Antworten waren „zweideutig“, indem sie versuchten, neue Aufgaben und Materialien mit vertrauten Formen zu verbinden.
Die auch heute wieder geführte Diskussion zwischen Vertretern einer konsequenten Moderne und Vertretern eines vermittelnden, den Ort einbeziehenden Weges, haben – wie der Rückblick in die Baugeschichte dieses Jahrhunderts zeigt – beide recht.
Die Moderne benötigt ihren Raum, aber sie wirkt häufig viel stärker in älteren Umgebungen. Insofern ist die Dialektik zwischen jüngeren und älteren Formensprachen häufig produktiv; die konsequente und rücksichtslose und massenhafte Durchsetzung der Moderne dagegen oft problematisch (z. B. der Umbau der Dresdner Kernstadt nach dem Zweiten Weltkrieg).

### Ökonomie des kontinuierlichen Wandels
Da Entwicklungen selten abrupt, sondern allmählich stattfinden, könnte eine angemessene Form der Modernisierung in einer kontinuierlichen Form der Erneuerung gesehen werden. Erneuerung und Wandel in kleinen Schritten erlauben es, Erfahrungen mit dem Neuen zu sammeln, ohne das Alte schon zu weitgehend aufzugeben. Die alten Strukturen behalten ihre innere Logik, weil sie noch dominant sind. Die Neuerungen treten zuerst vereinzelt auf. Ihnen werden Reaktionen auf das Vorhandene abverlangt, wodurch sie im positiven Sinne mehrdeutig werden. Neuerungen werden dadurch nicht immer in reiner, sondern eher in vermittelter Form auftreten. Dies kann sie strukturell und sozial verträglicher gestalten. Mit zunehmender Bewährung und Gewöhnung können sich dann konsequenter zeitgemäße Formen durchsetzen.

### Innovationen als Antworten auf Systemgrenzen
Jedes organisierte System besitzt ein eigenes Optimum. Geht das Wachstum (oder die Nutzungsintensität) weit über dieses Optimum hinaus, entstehen innere und äußere Engpässe, Überlastungen und Überforderungen, die das Funktionieren von Teilsystemen oder des Gesamtsystems in Frage stellen. Es kommt zu einer Situation, in der sich entscheidet, ob ein System in seinen Grenzen verharrt oder ob durch die Nutzung neuer technisch-organisatorischer Mittel ein höheres Funktionsniveau erreicht werden kann. Innovationen in diesem Sinne waren z. B. die Mauerringe und Bastionen zum Schutz der Städte, Straßenbahnen, U-Bahnen und Busse zur Bedienung des gewachsenen Stadtkörpers, Wasserversorgung, Abwasser und Abfallentsorgung. Heute können auch Entwicklungen wie verkehrsberuhigte Bereiche oder Regelungen zur Verminderung des Autoverkehrs in Städten als erforderliche Innovationen verstanden werden, um dem System Stadt die Bedrohung durch Übernutzung der Straßenräume und durch Schadstoffe zu nehmen.

### Geschichte im Stadtgrundriss

Durch Kriegszerstörung veränderte Morphologie (Dresden)

Stadtgrundrisse sind wesentlich langlebiger als die baulichen Strukturen. So sind z. B. im Kölner Grundriss noch die Spuren römischer Straßen und das mittelalterliche Straßennetz weitgehend erhalten. Dies heißt zweierlei: Erstens waren die Prinzipien der Raumorganisation offenbar tauglich genug, um bis heute in Gebrauch zu bleiben, zweitens ist damit dieser Teil des Stadtgrundrisses historisches Dokument früherer Perioden. Zwar sind weder die älteren Bauten noch die Straßen im Detail und materiell authentisch, aber das immateriell Charakteristische blieb doch erhalten.
Diese Verbindung von Vergangenheit und Gegenwart ist offenbar bedeutsam für Gesellschaften und konservatorischer Ausgangspunkt für die Städtebauliche Denkmalpflege. Keine Gesellschaft kann nur im Jetzt oder nur zukunftsorientiert leben und handeln. Erinnerungen an frühere Perioden und der Respekt vor den Leistungen früherer Generationen gehörten zu jeder Kultur. Identitätsfindung bedarf der Orientierung an Vergangenheit, Gegenwart und sich abzeichnender Zukunft. Insofern hat die Periode des Wiederaufbaus und der strukturellen Korrekturen von 1945 bis 1975 heute schmerzlich erkannte Zerstörungen historischer Baustrukturen und ihrer morphologischen „Welt“ zur Folge gehabt. Vielfach wurden kurzlebige Modernitätsvorstellungen gegen den erbitterten Widerstand der Bewohner durchgesetzt. Die Ergebnisse waren selten tragfähig.

### Stadtmorphologie und Leitbilder
Zu allen Zeiten haben Menschen als soziale, in Gruppen lebende Spezies eine eigene räumliche Organisation ihrer Lebensbedingungen hervorgebracht. Diese Organisation hatte die unterschiedlichen Anforderungen aus Klima, Sicherheit, ökonomischer Bodennutzung, sozialer Ordnung und Differenzierung, Repräsentation und der räumlichen Zuordnung von Wohnen und Arbeiten zu lösen. Da sich nicht nur die Formen der Produktion, sondern auch die soziale Schichtung der Gesellschaft, die Formen der Repräsentation, des Wohnens und des Verkehrs über die Zeiten wesentlich verändert haben, folgt daraus, dass jede sich in diesen Merkmalen deutlich unterscheidende Periode im Kern auch eine eigene Stadtform hervorgebracht hat. Wenn dies nicht immer deutlich wird, sind dafür eine Reihe von Faktoren verantwortlich. Dies ist bei vielen europäischen Städten durch eine additive, von innen nach außen den Wachstumsringen folgende Abfolge der Spuren der städtebaulichen Leitbilder im Stadtgrundriss erkennbar. In schneller zeitlicher Folge finden wir Projekte der Gartenstadtbewegung, des „Neuen Bauens“ der 20er Jahre, der Zeilen- und Reihenbauten der 50er-60er und schließlich der freiplastischen Anordnungen der späten 1960er und 1970er Jahre. In einigen Städten nähern sich die Stadterweiterungen fast geschlossenen Ringen an, in anderen konzentrieren sie sich auf einzelne Sektoren oder auf ein „Patchwork“ zufällig wirkender Verteilungen. Leitbildlos blieben vor allem die Gewerbegebiete der Nachkriegszeit, deren Strukturen von der individuellen Rationalität der Investoren – und damit nach einem Zufallssystem – entwickelt sind und nicht nach einem auch den öffentlichen Raum ordnenden städtebaulichen Konzept.
Die Ablesbarkeit der verschiedenen Zeiten im Stadtgrundriss dient der Orientierung. Patchwork-Strukturen bieten ein offeneres Muster an, um die Stadt in kleinen Einheiten weiterzuentwickeln. Sie erleichtern aber auch wegen ihrer mangelnden Ordnungswirkung den Zugriff von Investoren auf den Raum und tragen den Kern des Beliebigen in sich. In einem gewissen Umfang sind solche Strukturen unvermeidlich. Sie sind umso weniger bedenklich, je mehr homogene morphologische Strukturen früherer Perioden dem Stadtkörper Halt und Orientierung geben.
Am Beispiel der Baustruktur Dresdens vor der Zerstörung (Bild rechts) und nach dem Wiederaufbau nach 1945 wird deutlich, welchen Einfluss die Leitbilder der „Moderne“ auf das städtebauliche Denken hatten. Erst nach 1975 wird bewusster, dass historische Stadtgrundrisse den Charakter einer Stadt bewahren, auch dann, wenn die Gebäude aus der Gegenwart sind. Inzwischen hat Dresden den früheren Stadtgrundriss in der Altstadt wieder – weitgehend mit teilweise historisierenden, teilweise zeitgemäßen Gebäuden – hergestellt. Was der Vergleich deutlich zeigt, ist die „Entdichtung“ der Bebauung, die Umwandlung einer dichten „Packung“ von Gebäuden und darin enthaltenen Nutzungen zu einer lockeren, fast vorortartigen Bebauung. Ein verhängnisvolles Missverständnis des Charakters von Stadt, das durch die Charta von Athen und deren Anwendung nach dem Zweiten Weltkrieg weltweit befördert wurde. Die Nutzungsmischung war immer ein Kernphänomen der Städte. Mit der horizontalen „Entpackung“ der ursprünglich eher vertikal zugeordneten Nutzungsmischung in den Gebäuden, verloren die nach diesem Prinzip geplanten Städte den Kern dessen, was Stadt ausmacht: Urbanität, zu der auch immer Konflikte, Widersprüche und Bereiche der Transformation gehörten. Städte waren und sind nie fertig! Immer müssen auf veränderte Bedingungen neue Antworten gefunden werden. Die Morphologie der Stadt, bestehend aus ihren Netzen (Straßen, Korridoren), ihren Baustrukturen (Geometrie und Dichte der Baublöcke und Baubereiche) und Freiräumen setzen dem Wandel unterschiedlichen Widerstand entgegen. Wandel zuzulassen und dennoch die den Stadtcharakter prägenden Bereiche zu erhalten, ist die Kunst der Stadtentwicklung und Stadterneuerung.